# Евдокименко, Валентин Семёнович
Валентин Семёнович Евдокименко  — заслуженный тренер Российской Федерации, тренер-преподаватель по шахматам. Первый тренер международного гроссмейстера Яна Непомнящего (работал с Непомнящим с 1995 по 2006 год).

## Биография
Валентин Семёнович Евдокименко получил среднее специальное образование. Он — тренер-преподаватель высшей категории. Общий стаж работы составляет 43 года, из них 35 лет у него рабочего стажа по специальности.
Валентин Евдокименко работает тренером-преподавателем в детско-юношеской спортивной школе по шахматам и шашкам города Брянска. Первого тренерского успеха добился с Алексеем Михалевым — обладателем трех Кубков мира по шахматам среди незрячих.
Среди его учеников — шахматисты первого разряда, кандидаты в мастера спорта, международный гроссмейстер Ян Непомнящий. Евдокименко Валентин Семенович был первым тренером Яна Непомнящего. Он стал тренировать его с пятилетнего возраста в Брянске, и вел спортсмена до тех пор, пока он не достиг подросткового возраста. Валентин Евдокименко ездил вместе с ним на чемпионаты Европы и мира, сопровождал во время поездок, которые длились месяцы или недели. Под руководством тренера Валентина Евдокименко Ян Непомнящий в возрасте 8,5 лет был одним из трех лучших шахматистов России в своей возрастной категории.
Позже он его познакомил с тренером Валерием Идьевичем Зильберштейном и передал этому тренеру. Ян Непомнящий до сих пор общается со своим первым тренером.

## Награды и звания
- Медаль «За вклад в развитие Брянска» (23 марта 2017 год)[11]
- Заслуженный тренер Российской Федерации